# Croatian International 2010
Die Croatian International 2010 fanden in Zagreb vom 4. bis zum 7. März 2010 statt. Der Referee war David Mullan aus Irland. Das Preisgeld betrug 5.000 US-Dollar, wodurch das Turnier in das BWF-Level 4B eingeordnet wurde. Es war die 12. Austragung dieser internationalen Meisterschaften von Kroatien im Badminton.

## Austragungsort
- Dom sportova, Trg Krešimira Ćosića 11

## Sieger und Platzierte
| Disziplin    | Gold                                | Silber                               | Bronze                           |
| ------------ | ----------------------------------- | ------------------------------------ | -------------------------------- |
| Herreneinzel | Ben Beckman                         | Vladimir Malkov                      | Michael Lahnsteiner              |
| Herreneinzel | Ben Beckman                         | Vladimir Malkov                      | Kieran Merrilees                 |
| Dameneinzel  | Nicole Grether                      | Kana Ito                             | Alesia Zaitsava                  |
| Dameneinzel  | Nicole Grether                      | Kana Ito                             | Ksenia Polikarpova               |
| Herrendoppel | Joe Morgan James Phillips           | Zvonimir Hölbling Zvonimir Đurkinjak | Ondřej Kopřiva Tomáš Kopřiva     |
| Herrendoppel | Joe Morgan James Phillips           | Zvonimir Hölbling Zvonimir Đurkinjak | Tom Armstrong Victor Liew        |
| Damendoppel  | Nicole Grether Charmaine Reid       | Staša Poznanović Matea Čiča          | Špela Silvester Andrea Žvorc     |
| Damendoppel  | Nicole Grether Charmaine Reid       | Staša Poznanović Matea Čiča          | Irina Khlebko Ksenia Polikarpova |
| Mixed        | Zvonimir Đurkinjak Staša Poznanović | Roman Zirnwald Simone Prutsch        | Tom Armstrong Catherine Grant    |
| Mixed        | Zvonimir Đurkinjak Staša Poznanović | Roman Zirnwald Simone Prutsch        | Sam Magee Chloe Magee            |

## Finalergebnisse
| Disziplin    | Sieger                              | Finalist                             | Ergebnis          |
| ------------ | ----------------------------------- | ------------------------------------ | ----------------- |
| Herreneinzel | Ben Beckman                         | Vladimir Malkov                      | 15:21 21:16 21:10 |
| Dameneinzel  | Nicole Grether                      | Kana Ito                             | 11:21 21:17 24:22 |
| Herrendoppel | Joe Morgan James Phillips           | Zvonimir Đurkinjak Zvonimir Hölbling | 21:14 19:21 22:20 |
| Damendoppel  | Nicole Grether Charmaine Reid       | Matea Čiča Staša Poznanović          | 21:11 16:21 21:10 |
| Mixed        | Zvonimir Đurkinjak Staša Poznanović | Roman Zirnwald Simone Prutsch        | 21:12 24:22       |